# Ніколас Берхем
Ніколас Берхем ( нід. Nicolaes (Claesz.) Pieterszoon (Pietersz) Berchem the Elder; 1 жовтня 1620 — 18 лютого 1683) — голландський художник. Автор пасторальних пейзажів, картин на міфологічні й алегоричні теми, портретів.

## Життєпис. Ранні роки.
Походить з родини художника, його батько — Пітер Клас, відомий майстер натюрмортів. Первісну художню освіту отримав від батька. Є відомості, що і сам робив натюрморти. Але останні або не збережені, або приписані іншим майстрам.
Молодий художник не пішов батьківським шляхом, а почав робити спроби у різних жанрах. Цьому сприяли і контакти з іншими художниками, і низка вчителів, в майстернях яких він навчався і співпрацював. Серед них: 
- Ян ван Гоєн;
- Пітер де Греббер;
- Ян Вілс;
- Ніколас Муярт;
- Ян Баптист Венікс.

Дані про першу подорож до Італії суперечливі. Але достеменно, що він бачив картини італійських майстрів у Голландії і вивчав їх. Авторитет італійських майстрів в країні був досить високим, а низка нідерландських майстрів відвідала Італію і роками працювала там. Художня спільнота Голландії добре знала про мистецькі тенденції і художні досягнення італійських митців і від подорожніх, і від колег, які повернулися. Не був осторонь і Ніколас Пітерс, що обрав псевдонім Берхем.

## Статус майстра
З 1642 року Берхем (зареєстрований як Клас Пітерсен) — став членом харлемської художньої гільдії св. Луки. Відтепер у нього з'явилися перші учні. Берхем звертається до створення офортів, що набули значного поширення в мистецтві Голландії XVII століття разом з олійним живописом. Офорти Берхема продавали видавці-друкарі в містах Харлем та Амстердам, що сприяло популяризації художника. В серії офортів із зображеннями худоби (1644 р.) був відчутним вплив творів Ніколаса Муярта. У 1645 році художник перейшов у голландську реформістську церкву. Свідком в церемонії переходу був Ян Вілс, з яким він підтримував дружні стосунки. 

## Італійські впливи

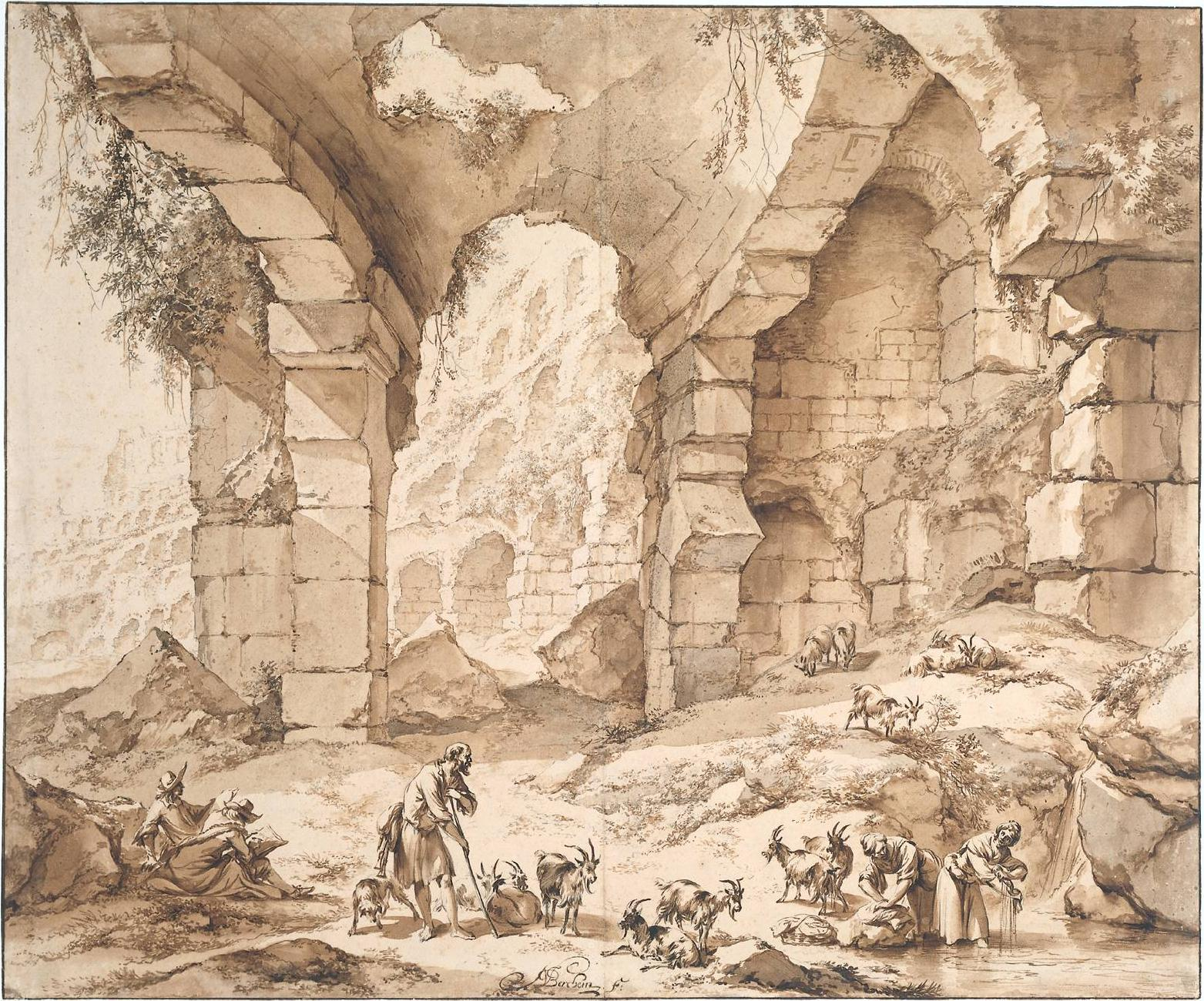
Малюнок Берхема. Руїни Колізею. Державний музей (Амстердам).

Достеменних свідоцтв про подорож до Італії у 1640-ві роки не збережено, але є його малюнки з італійськими замальовками. За припущеннями, він подорожував з художником Яном Веніксом. В творчому діапазоні майстра з'явились теплі кольори і пейзажі з міфологічними персонажами. Художник не дотримувався єдиної стилістики і працював як в стилі голландського реалізму, так і в стилістиці утрехтських караваджистів з елементами римського бароко. Художник створював ідилічні пейзажі, наближені як до національної традиції («Лід на каналі біля фортечних мурів», 1647, Музей Франса Галса), так і до інтернаціональних пасторальних пейзажів з італійськими краєвидами.

## Родина
По поверненні з Італії Ніколас Берхем у 1646 році бере шлюб з Катариною Клас де Грот, вихованкою Яна Вілса. В родині було четверо дітей: дві дочки і два сини. Один з синів теж став художником (Ніколас Берхем Молодший).

## Нові подорожі
Близько 1650 року Берхем разом з Якобом ван Рейсдалем здійснив подорож у Вестфалію (Німеччина). Ймовірно, після неї, він наново відвідав Італію. Разом з художником Яном Ботом обидва стануть відомими представниками італьянізованого напрямку в голландському пейзажному живописі XVII століття.

## Праця в Харлемі і Амстердамі
Після Італії художник в 1656 році придбав власний будинок з садом в Гарлемі. Він стає деканом харлемської гільдії. За його пропозицією в гільдії закладена нова традиція: кожний з майстрів, що покидав місто і оселявся в іншому, передавав у дарунок один свій твір. Берхем, що відбував в Амстердам, одним з перших передав у дарунок свою картину. В Амстердамі Ніколас Берхем працював як гравер з картографом Ніколасом Висшером над новим географічним атласом.
Перший період праці в Амстердамі тривав десять років. Берхем повернувся до Гарлему, але через сім років наново виїхав до Амстердаму, тепер вже назавжди.
Берхем помер у 1683 році, поховання відбулося в амстердамській церкві Вестеркерк.

## Графічні твори Ніколаса Берхема

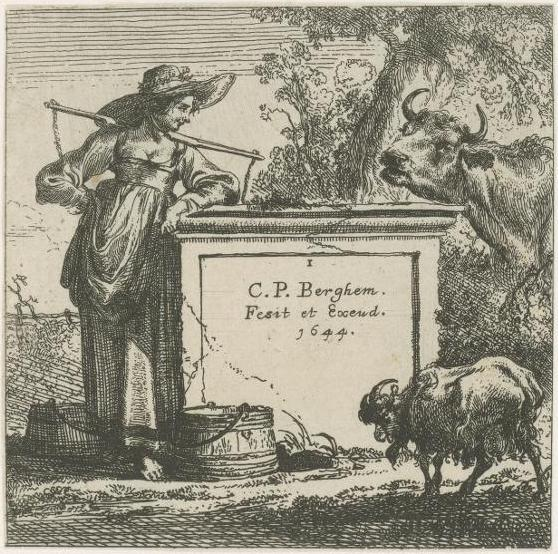
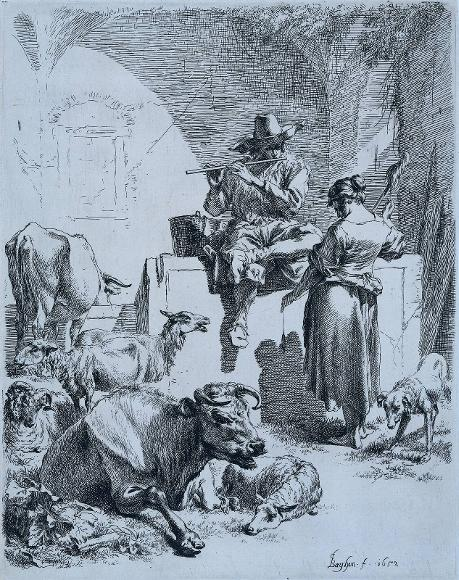
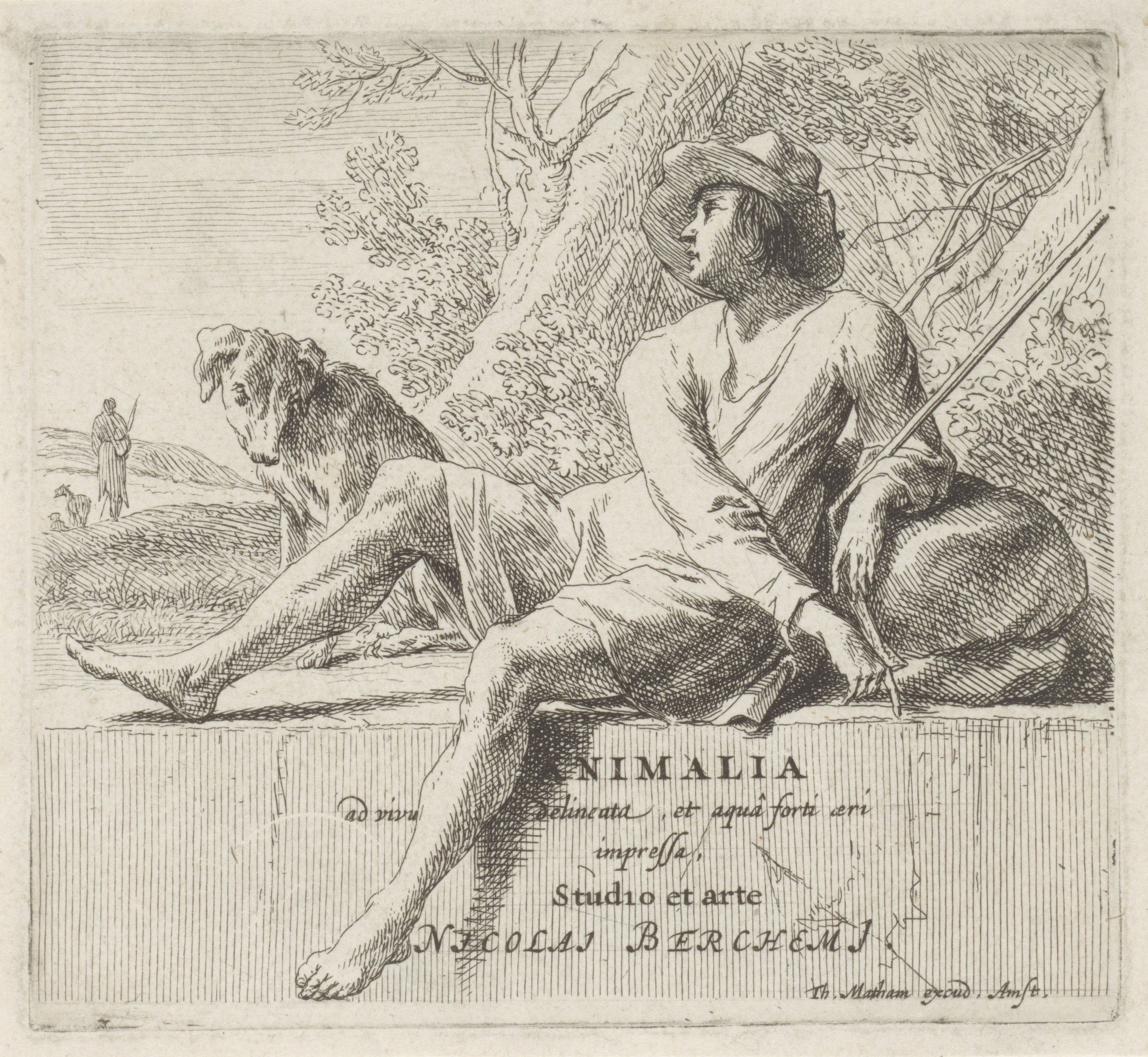

## Галерея

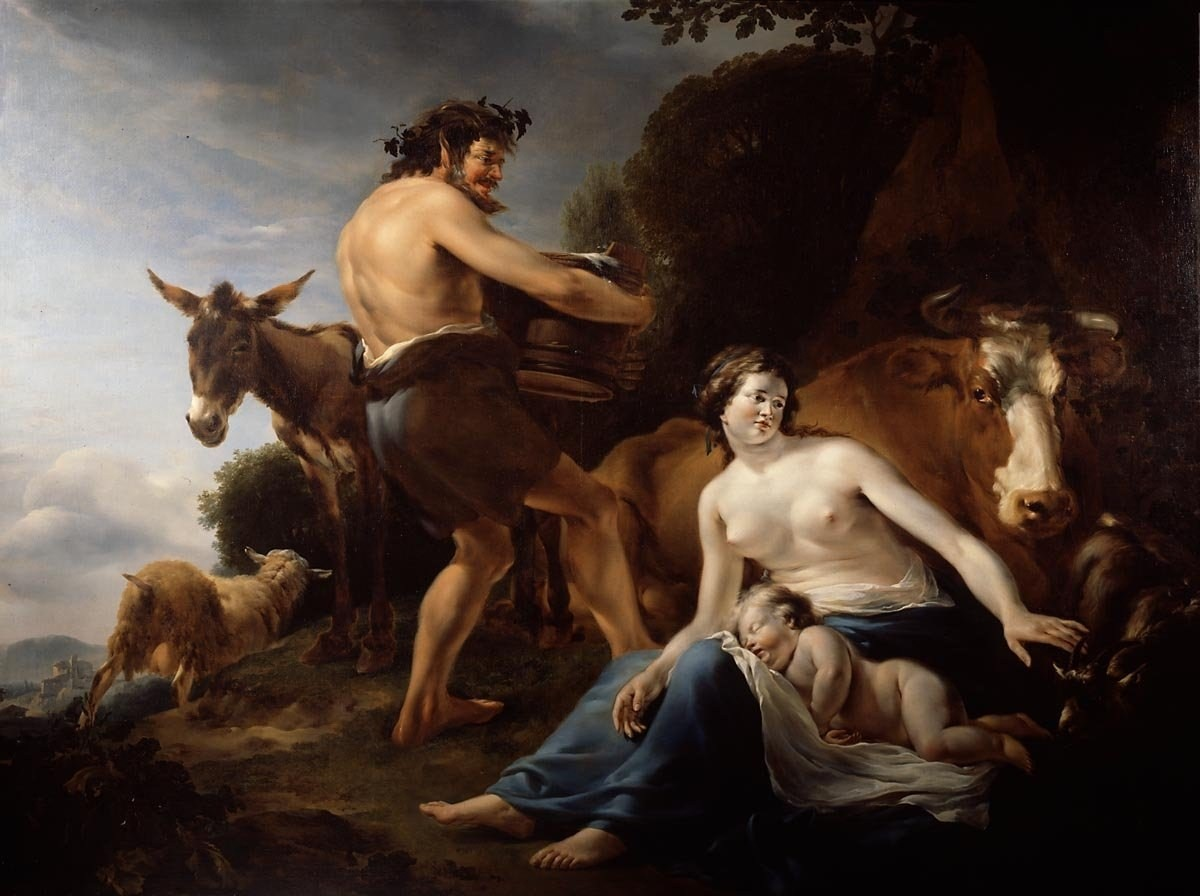
«Виховання Зевса», 1648, Мауріцхейс, Гаага
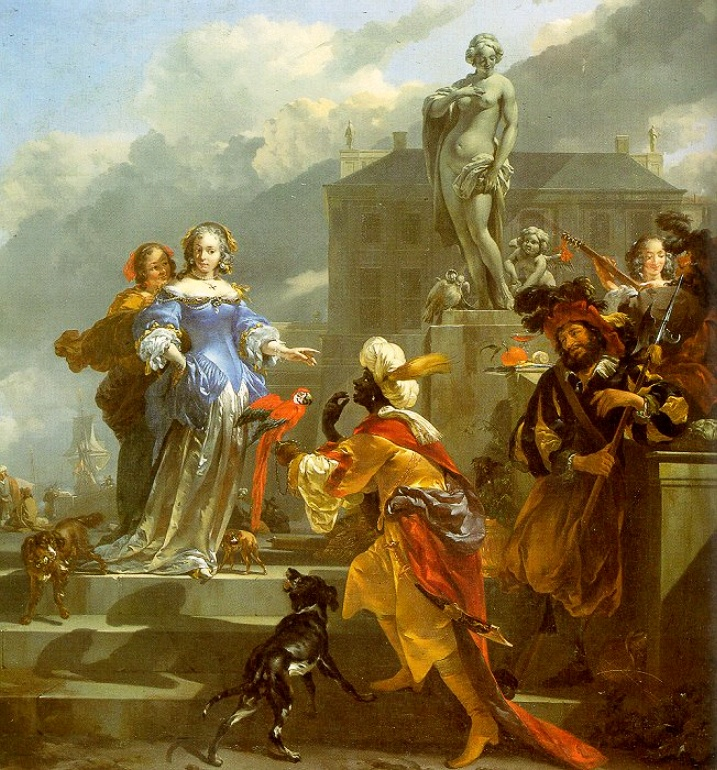
«Галантна сцена», 1655, Хартфорт, Коннектикут
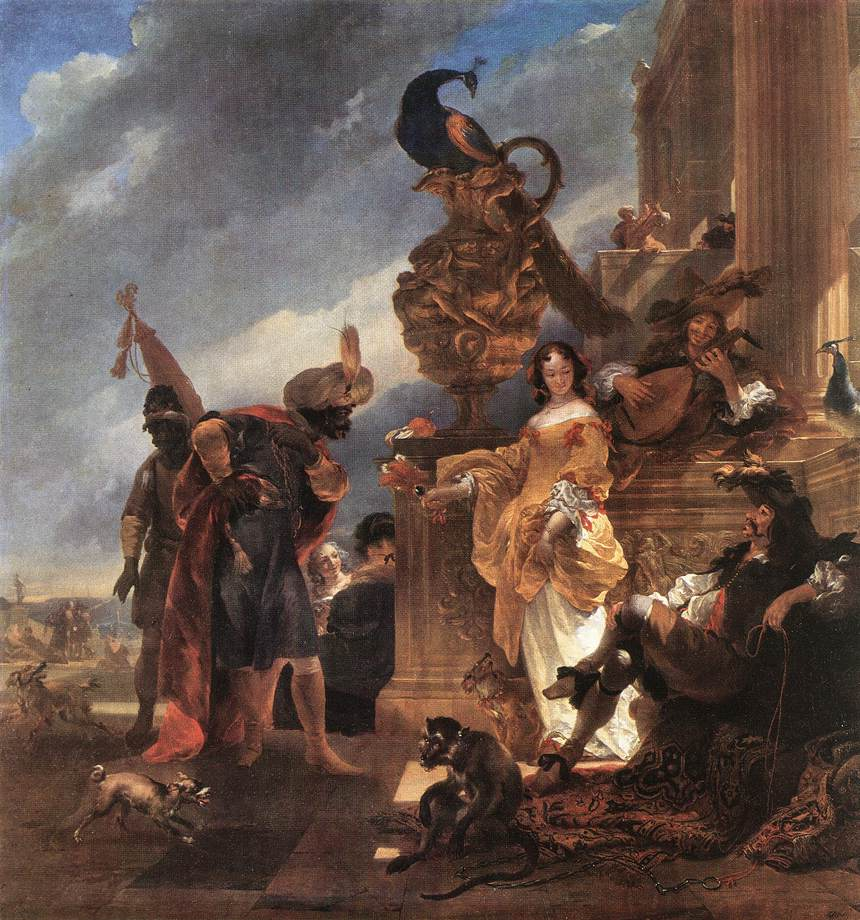
«Голова купецького каравану і маври в порту», Дрезденська картинна галерея
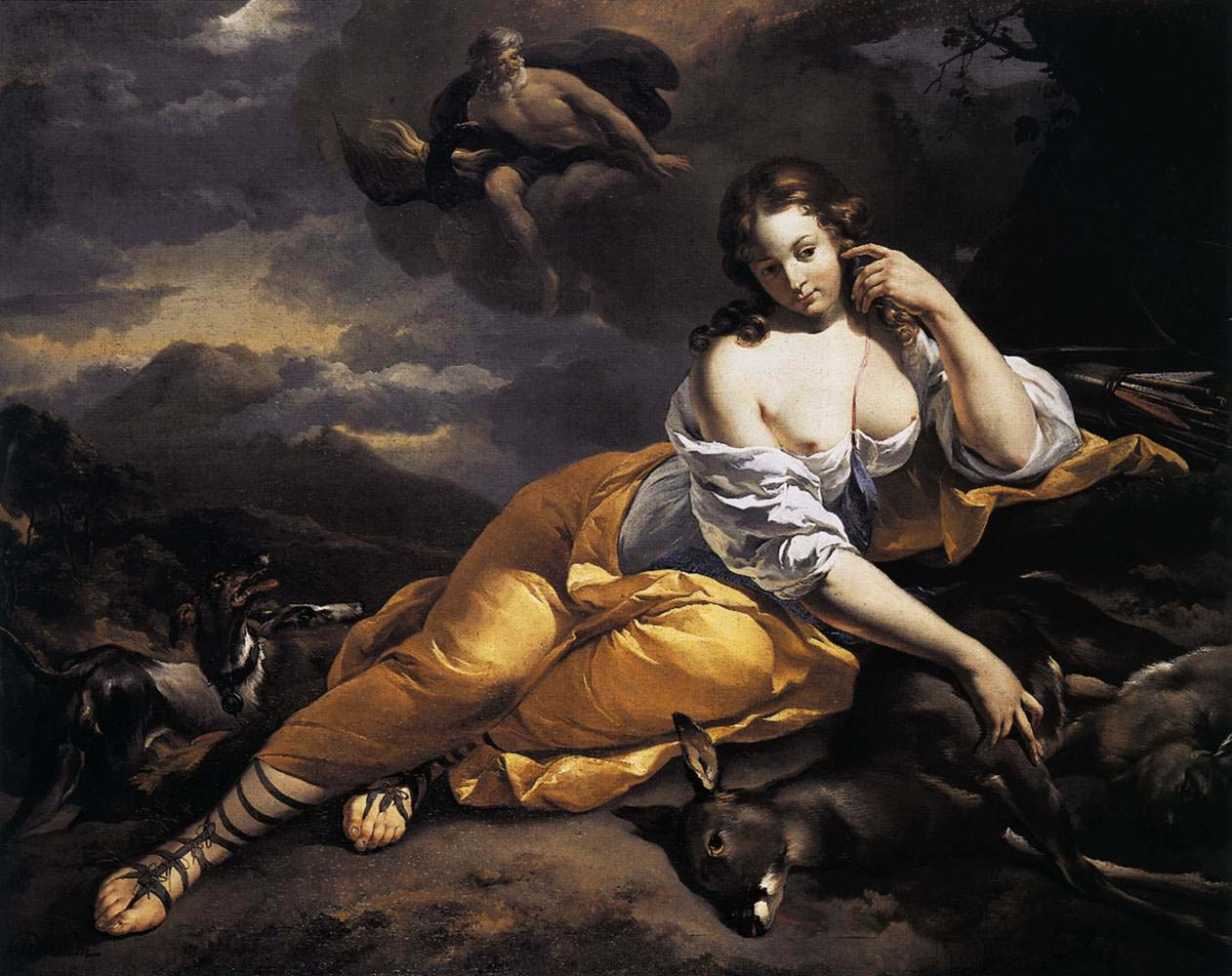
«Зевс і німфа Каллісто», 1656, прив. збірка.
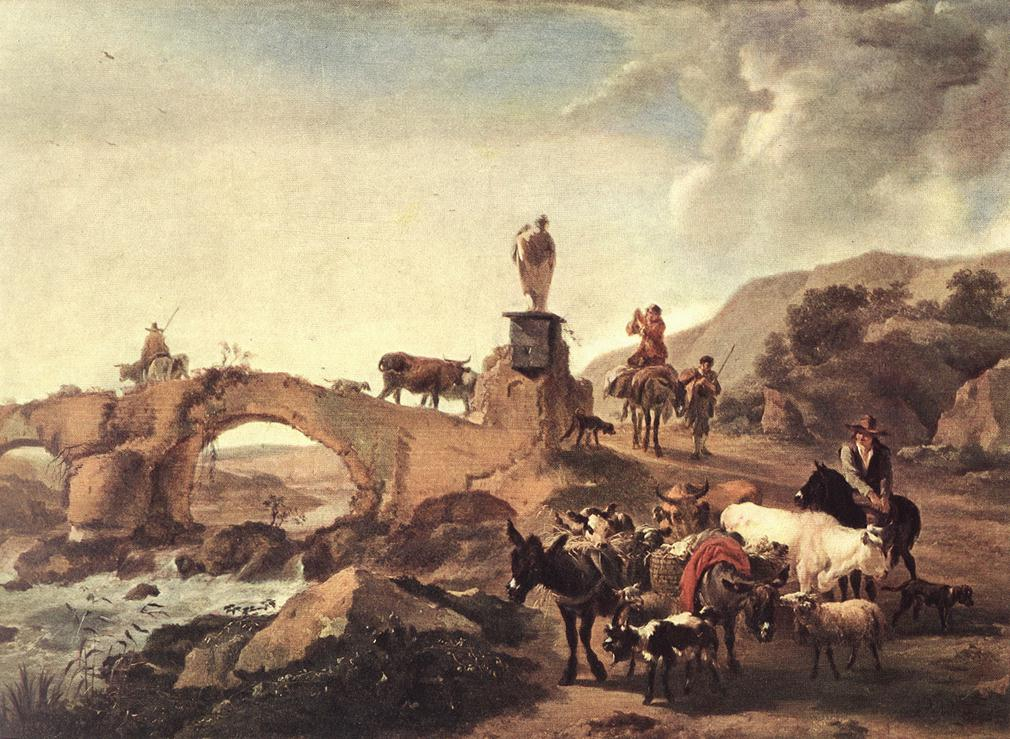
«Італійський краєвид з мостом», Ермітаж, Санкт-Петербург
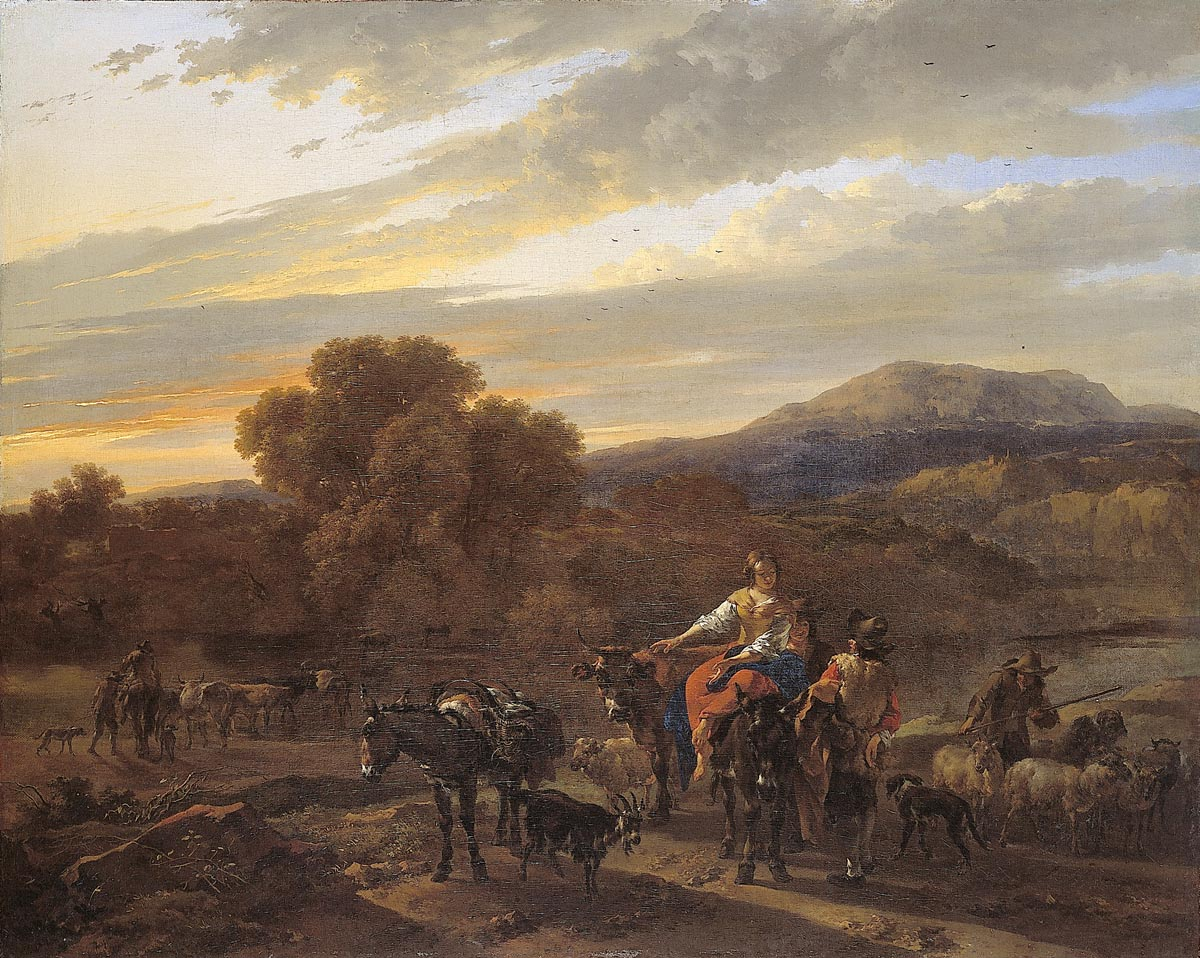
«Пейзаж з пастухами і вівцями», Музей Бойманс ван Бенінген, Роттердам«Італійський пейзаж з пастухами і подорожніми»
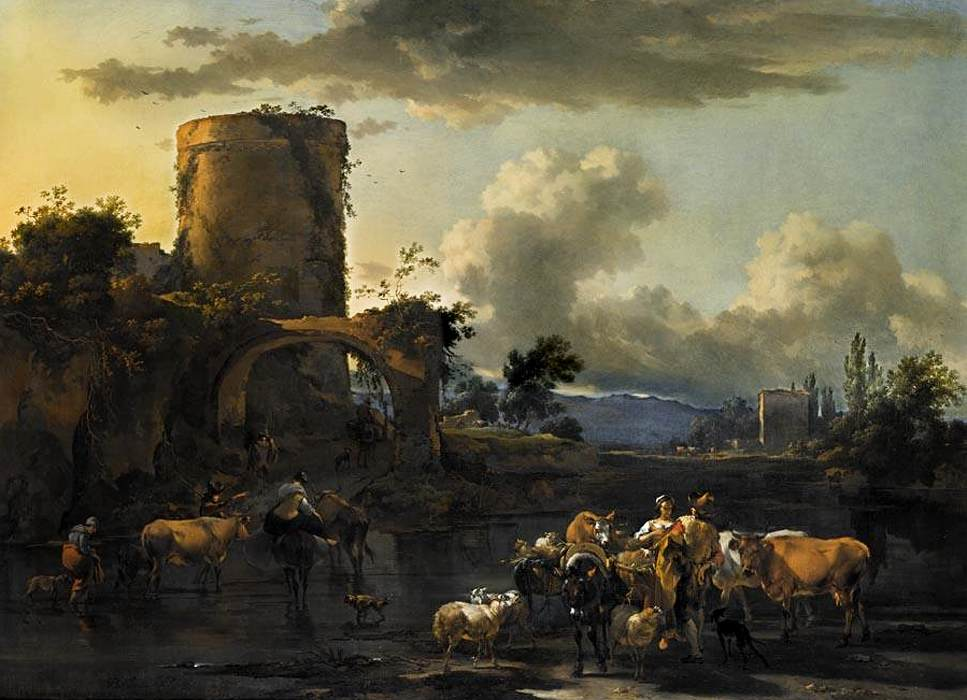
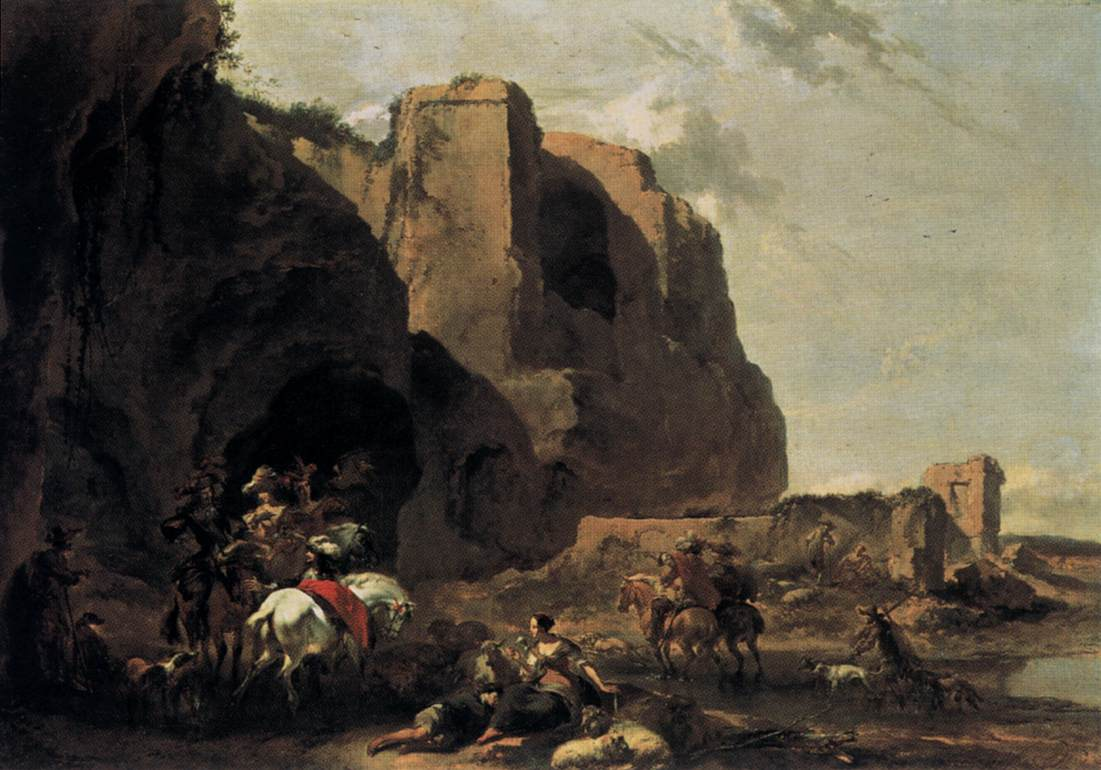
«Полювання з соколами», 1650, Берлін

## Вибрані твори
- «Яків у джерела»
- «Пейзаж з худобою»
- «Пейзаж з Лаваном та Рахиллю»
- «Полювання на кабана»
- «Селянка доїть козу»
- «Пророк»
- «Зима»

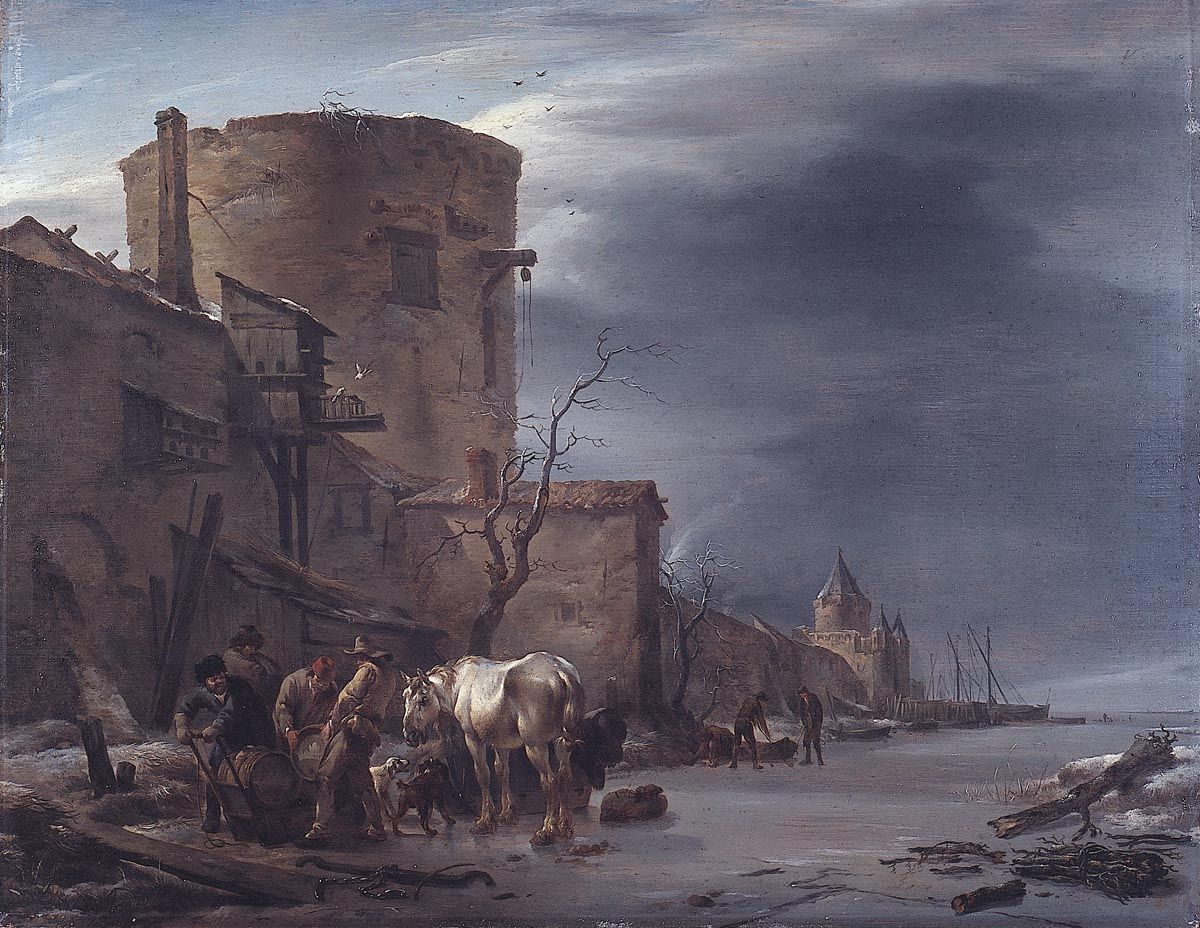
«Лід на каналі біля фортечних мурів», 1647 рік, Музей Франса Галса

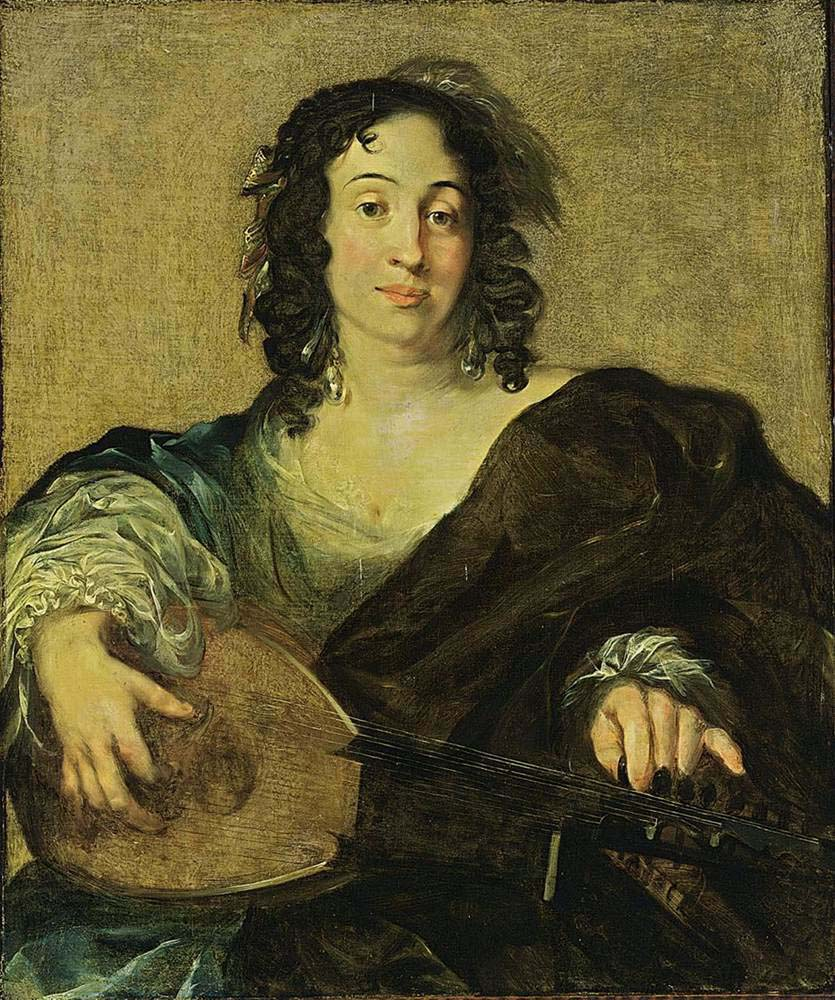
«Шляхетна пані з лютнею», приватна колекція

- «Лід на каналі біля фортечних мурів», 1647, Музей Франса Галса
- «Схід сонця»
- «Пейзаж з великими деревами»
- «Перехід через річку»
- «Благовістя пастухам»
- «Викрадення Зевсом Європи»
- «Відпочинок Святої родини на шляху до Єгипту»
- «Зупинка мисливців на березі річки»
- «Шлях»
- «Череда біля скелі»
- «Виховання Зевса», 1648, Мауріцхейс, Гаага
- «Полювання з соколами», 1650, Берлін
- «Апостоли Павло і Варнава у Лістрі», 1650
- «Італійський пейзаж з подорожніми», 1654, приватна колекція
- «Галантна сцена», 1655, Гартфорт, Коннектикут
- «Італійський краєвид з гірським плато», 1655, Віндзорський замок, Королівська колекція
- «Зевс і німфа Каллісто», 1656, прив. збірка.
- «Італійський краєвид з мостом», Ермітаж, Санкт-Петербург
- «Скелястий пейзаж і античні руїни», 1657, Стара Пінакотека, Мюнхен
- «Череда біля руїн римського акведука»
- «Брод біля римських руїн», 1658, Центральний музей Утрехта
- «Порт південної країни», 1659, Колекція Уоллес, Лондон
- «Пейзаж з руїнами ввечері», 1663,  приватна колекція
- «Пастухи біля римських руїн», Мауріцхейс, Гаага
- «Батальна сцена, напад на подорожніх», 1670, Мауріцхейс, Гаага
- «Два коня», Копенгаген
- «Алегорія Літа», Гаага
- «Пейзаж з пастухами і вівцями», Музей Бойманс ван Бенінген, Роттердам
- «Голова купецького каравану і маври в порту», Дрезденська картинна галерея

У повісті «Художник» Тарас Шевченко згадував Берхема серед тих майстрів, які зазнали великих злиднів у їхньому сучасному суспільстві.